# Pizza al metro
La pizza a metro, anche nota come pizza al metro, è una specialità della pizza, nata a Vico Equense, e diffusa poi in ambito nazionale e internazionale. La ricetta fu creata da Luigi Dell'Amura nei primi anni cinquanta del Novecento, e brevettata il 19 dicembre 1960.

## Caratteristiche
La pizza al metro presenta la stessa modalità di preparazione della pizza. La differenza consiste nello stendere la pasta per ottenere una misura predefinita. Può essere condita con vari ingredienti (spesso nelle pizzerie vengono usate le stesse ricette della pizza) che, in alcuni casi, vengono separati con striscioline di pasta. In questo modo si ottengono varie ricette collocate nella medesima pizza, con o senza acciughe sotto sale, con e senza basilico, con e senza prosciutto. La pizza al metro viene cotta in forni a legna molto lunghi ed ampi, in base alla lunghezza della pizza, che spesso supera il metro. La pizza al metro viene da molti definita la antesignana della pizza al taglio. Alcune pizzerie, non disponendo di forni sufficientemente lunghi, hanno creato anche una versione intermedia tra la comune pizza al piatto e la pizza al metro, la cosiddetta pizza su due piatti, che può avere fino a due condimenti.

## Storia
Negli anni trenta Luigi Dell'Amura, nella sua panetteria di Vico Equense, casualmente creò la "pizza a metro". Il nome fu suggerito da un giornalista che era sfollato nella cittadina campana. Successivamente Gigino, come era chiamato, aprì un ristorante chiamato "Pizza a Metro - l'Università della pizza", ancora in attività.